# Рабос
Рабос (кат. Rabós) - муніципалітет, розташований в Автономній області Каталонія, в Іспанії. Знаходиться у районі (кумарці) Ал Ампурда провінції Жирона, згідно з новою адміністративною реформою перебуватиме у складі Баґарії (округи) Жирона.

## Населення
Населення міста (у 2007 р.) становить 182 особи (з них менше 14 років - 10,4%, від 15 до 64 - 69,2%, понад 65 років - 20,3%). У 2006 р. народжуваність склала 1 особа, смертність - 2 особи, зареєстровано 0 шлюбів. У 2001 р. активне населення становило 63 особи, з них безробітних - 0 осіб.

Серед осіб, які проживали на території міста у 2001 р., 129 народилися в Каталонії (з них 99 осіб у тому самому районі, або кумарці), 17 осіб приїхало з інших областей Іспанії, а 20 осіб приїхало з-за кордону. 

Університетську освіту має 12,9% усього населення. 

У 2001 р. нараховувалося 69 домогосподарств (з них 33,3% складалися з однієї особи, 33,3% з двох осіб,13% з 3 осіб, 8,7% з 4 осіб, 7,2% з 5 осіб, 2,9% з 6 осіб, 0% з 7 осіб, 0% з 8 осіб і 1,4% з 9 і більше осіб).

Активне населення міста у 2001 р. працювало у таких сферах діяльності : у сільському господарстві - 25,4%, у промисловості - 14,3%, на будівництві - 11,1% і у сфері обслуговування - 49,2%. 

 У муніципалітеті або у власному районі (кумарці) працює 37 осіб, поза районом - 35 осіб.

### Безробіття
У 2007 р. нараховувалося 7 безробітних (у 2006 р. - 9 безробітних), з них чоловіки становили 42,9%, а жінки - 57,1%.

## Економіка

### Підприємства міста

#### Промислові підприємства
| \| Промислові підприємства міста, за сферою діяльності \| Промислові підприємства міста, за сферою діяльності \| Промислові підприємства міста, за сферою діяльності \| \| Рік \| 2002 р. \| 2001 р. \| \| --------------------------------------------------- \| --------------------------------------------------- \| --------------------------------------------------- \| \| Енергетичні та водні ресурси \| 33,3% \| 0% \| \| Хімія та метали \| 33,3% \| 66,7% \| \| Переробка металів \| 0% \| 0% \| \| Продукти харчування \| 33,3% \| 33,3% \| \| Текстиль \| 0% \| 0% \| \| Виробництво меблів, видання \| 0% \| 0% \| \| Інше \| 0% \| 0% \| \| Усього підприємств \| 3 \| 3 \| |         |         |
| Промислові підприємства міста, за сферою діяльності |         |         |
| Рік | 2002 р. | 2001 р. |
| Енергетичні та водні ресурси | 33,3%   | 0%      |
| Хімія та метали | 33,3%   | 66,7%   |
| Переробка металів | 0%      | 0%      |
| Продукти харчування | 33,3%   | 33,3%   |
| Текстиль | 0%      | 0%      |
| Виробництво меблів, видання | 0%      | 0%      |
| Інше | 0%      | 0%      |
| Усього підприємств | 3       | 3       |

#### Роздрібна торгівля
| \| Підприємства роздрібної торгівлі міста, за сферою діяльності \| Підприємства роздрібної торгівлі міста, за сферою діяльності \| Підприємства роздрібної торгівлі міста, за сферою діяльності \| \| Рік \| 2002 р. \| 2001 р. \| \| ------------------------------------------------------------ \| ------------------------------------------------------------ \| ------------------------------------------------------------ \| \| Продукти харчування \| 100% \| 50% \| \| Одяг та взуття \| 0% \| 0% \| \| Товари для дому \| 0% \| 0% \| \| Книги та періодичні видання \| 0% \| 0% \| \| Промислова хімічна продукція \| 0% \| 50% \| \| Продукція, пов'язана з транспортними засобами \| 0% \| 0% \| \| Інше \| 0% \| 0% \| \| Усього підприємств \| 1 \| 2 \| |         |         |
| Підприємства роздрібної торгівлі міста, за сферою діяльності |         |         |
| Рік | 2002 р. | 2001 р. |
| Продукти харчування | 100%    | 50%     |
| Одяг та взуття | 0%      | 0%      |
| Товари для дому | 0%      | 0%      |
| Книги та періодичні видання | 0%      | 0%      |
| Промислова хімічна продукція | 0%      | 50%     |
| Продукція, пов'язана з транспортними засобами | 0%      | 0%      |
| Інше | 0%      | 0%      |
| Усього підприємств | 1       | 2       |

#### Сфера послуг
| \| Підприємства міста, що працюють у сфері послуг, за діяльністю \| Підприємства міста, що працюють у сфері послуг, за діяльністю \| Підприємства міста, що працюють у сфері послуг, за діяльністю \| \| Рік \| 2002 р. \| 2001 р. \| \| ------------------------------------------------------------- \| ------------------------------------------------------------- \| ------------------------------------------------------------- \| \| Гуртова торгівля \| 0% \| 0% \| \| Готелі та готельний бізнес \| 66,7% \| 66,7% \| \| Транспорт та зв'язок \| 0% \| 0% \| \| Посередницькі фінансові послуги \| 0% \| 0% \| \| Послуги підприємствам \| 0% \| 0% \| \| Послуги фізичним особам \| 33,3% \| 33,3% \| \| Нерухомість та ін. \| 0% \| 0% \| \| Усього підприємств \| 3 \| 3 \| |         |         |
| Підприємства міста, що працюють у сфері послуг, за діяльністю |         |         |
| Рік | 2002 р. | 2001 р. |
| Гуртова торгівля | 0%      | 0%      |
| Готелі та готельний бізнес | 66,7%   | 66,7%   |
| Транспорт та зв'язок | 0%      | 0%      |
| Посередницькі фінансові послуги | 0%      | 0%      |
| Послуги підприємствам | 0%      | 0%      |
| Послуги фізичним особам | 33,3%   | 33,3%   |
| Нерухомість та ін. | 0%      | 0%      |
| Усього підприємств | 3       | 3       |

## Житловий фонд
У 2001 р. 1,4% усіх родин (домогосподарств) мали житло метражем до 59 м², 13% - від 60 до 89 м², 24,6% - від 90 до 119 м² і
60,9% - понад 120 м².

З усіх будівель у 2001 р. 30% було одноповерховими, 67% - двоповерховими, 3
% - триповерховими, 0% - чотириповерховими, 0% - п'ятиповерховими, 0% - шестиповерховими,
0% - семиповерховими, 0% - з вісьмома та більше поверхами.

## Автопарк
| \| Автомобілі, зареєстровані у місті, за призначенням \| Автомобілі, зареєстровані у місті, за призначенням \| Автомобілі, зареєстровані у місті, за призначенням \| \| Рік \| 2006 р. \| 2005 р. \| \| -------------------------------------------------- \| -------------------------------------------------- \| -------------------------------------------------- \| \| Приватні автомобілі \| 60,4% \| 60,9% \| \| Мотоцикли \| 8,9% \| 6,8% \| \| Вантажівки \| 29,6% \| 31,1% \| \| Трактори \| 0% \| 0% \| \| Автобуси та ін. \| 1,2% \| 1,2% \| \| Усього автомобілів \| 169 шт. \| 161 шт. \| |         |         |
| Автомобілі, зареєстровані у місті, за призначенням |         |         |
| Рік | 2006 р. | 2005 р. |
| Приватні автомобілі | 60,4%   | 60,9%   |
| Мотоцикли | 8,9%    | 6,8%    |
| Вантажівки | 29,6%   | 31,1%   |
| Трактори | 0%      | 0%      |
| Автобуси та ін. | 1,2%    | 1,2%    |
| Усього автомобілів | 169 шт. | 161 шт. |

## Вживання каталанської мови
У 2001 р. каталанську мову у місті розуміли 94,5% усього населення (у 1996 р. - 98,6%), вміли говорити нею 85,9% (у 1996 р. - 
91,9%), вміли читати 80,4% (у 1996 р. - 83,8%), вміли писати 49,7
% (у 1996 р. - 53,4%). Не розуміли каталанської мови 5,5%.

## Політичні уподобання
У виборах до Парламенту Каталонії у 2006 р. взяло участь 88 осіб (у 2003 р. - 89 осіб). Голоси за політичні сили розподілилися таким чином:
| \| Вибори до Парламенту Каталонії \| Вибори до Парламенту Каталонії \| Вибори до Парламенту Каталонії \| \| Рік \| 2006 р. \| 2003 р. \| \| -------------------------------------- \| ------------------------------ \| ------------------------------ \| \| Конвергенція та Єднання (CiU) \| 55,7% \| 47,2% \| \| Соціалістична партія Каталонії (PSC) \| 6,8% \| 16,9% \| \| Народна партія (PP) \| 1,1% \| 6,7% \| \| Ініціатива за зелену Каталонію (IC) \| 10,2% \| 7,9% \| \| Республіканська лівиця Каталонії (ERC) \| 21,6% \| 20,2% \| \| Громадянська партія (C's) \| 0% \| 0% \| \| Інші \| 4,5% \| 1,1% \| |         |         |
| Вибори до Парламенту Каталонії |         |         |
| Рік | 2006 р. | 2003 р. |
| Конвергенція та Єднання (CiU) | 55,7%   | 47,2%   |
| Соціалістична партія Каталонії (PSC) | 6,8%    | 16,9%   |
| Народна партія (PP) | 1,1%    | 6,7%    |
| Ініціатива за зелену Каталонію (IC) | 10,2%   | 7,9%    |
| Республіканська лівиця Каталонії (ERC) | 21,6%   | 20,2%   |
| Громадянська партія (C's) | 0%      | 0%      |
| Інші | 4,5%    | 1,1%    |